# René Coulloumme-Labarthe
Pour les articles homonymes, voir Labarthe.
René Coulloumme-Labarthe, né le 19 avril 1915 à Orthez (Basses-Pyrénées) et décédé le 24 décembre 2012 à Paris 7e, est un  général français, grand-croix de la Légion d'honneur. 

## Biographie
René Coulloumme-Labarthe naît d'un père notaire Joseph Coulloumme-Labarthe et de Marie Gascouin.

### Formation
Élève de l'École polytechnique, promotion 1936, il en ressort sous-lieutenant d’artillerie en 1938.

### Seconde Guerre mondiale
Dès sa sortie de l’École d’Artillerie de Fontainebleau, il est affecté au 3e RAD et y fait la campagne de 1939/1940.
Muté en Tunisie au mois de septembre 1940, il sert alors au 62e régiment d'artillerie d'Afrique (62e RAA) de la 5e division blindée (5e DB), et y fait campagne sans discontinuer de 1942 à 1945 durant les campagnes de Tunisie, d'Italie, de France et d’Allemagne.

### Après-guerre
Capitaine en 1944, il sert à l’École d’artillerie à Idar de 1945 à 1947, puis il commande une batterie au 35e RA aux FFA, avant de devenir en 1949 instructeur à l’École des Troupes Aéroportées à Pau.
Chef d’escadron en 1951, il est reçu au concours de l’École supérieure de Guerre en 1953 et en suit l’enseignement au sein de la 67e promotion ; à l’issue, en 1955, il est affecté à l’EMA comme Chef de la section Études tactiques.
En mission en 1956 à Colomb Béchar, lieutenant-colonel en 1957, il prend en 1959 le commandement du 13e RA à Laghouat. En 1960, il est promu colonel et devient chef du 3e Bureau de l’État-major des FFA.
En 1963, il commande l’AD8 à Compiègne puis, en 1964, rejoint le Centre d’expérimentations du Pacifique où il exerce la fonction d’Adjoint Terre .
En 1966, il est auditeur des sessions du CHEM et de l’IHEDN ; il est promu général de brigade cette même année.
En 1967, il est nommé commandant de l’EAA à Châlons-sur-Marne. Il y est promu Général de division en 1970.
En 1971, il est nommé Inspecteur de l’artillerie et de l’École polytechnique.
Général de corps d’armée en 1973, il est nommé membre du CSAT, il quitte le service actif en 1975. 
Il est élevé à la dignité de grand-croix de la Légion d'honneur le 31 octobre 2007.
Le Général Coulloumme-Labarthe était membre du conseil supérieur de la guerre.
Il est inhumé le 29 décembre 2012 au cimetière de Lacanau-Océan (Gironde) après une cérémonie organisée le 27 décembre en la cathédrale Saint-Louis-des-Invalides ( 7e arrondissement de Paris).

## Décorations
- Grand-croix de la Légion d'honneur (31 octobre 2007)[3]